# Richard Hodgson
Richard Hodgson fue un astrónomo aficionado británico del siglo XIX.
En 1859, Richard Hodgson, hizo la primera observación de lo que más tarde sería llamada una llamarada solar.
Richard C. Carrington, también astrónomo aficionado, hizo esta misma observación de manera independiente.
Las consecuencias de esta llamarada debido al viento solar, se empezarían a notar a partir del día siguiente durante varios días en forma de tormenta solar. Esta tormenta afectó negativamente a los aparatos eléctricos de una manera notable.
- Datos: Q6108644